# Comunismo primitivo

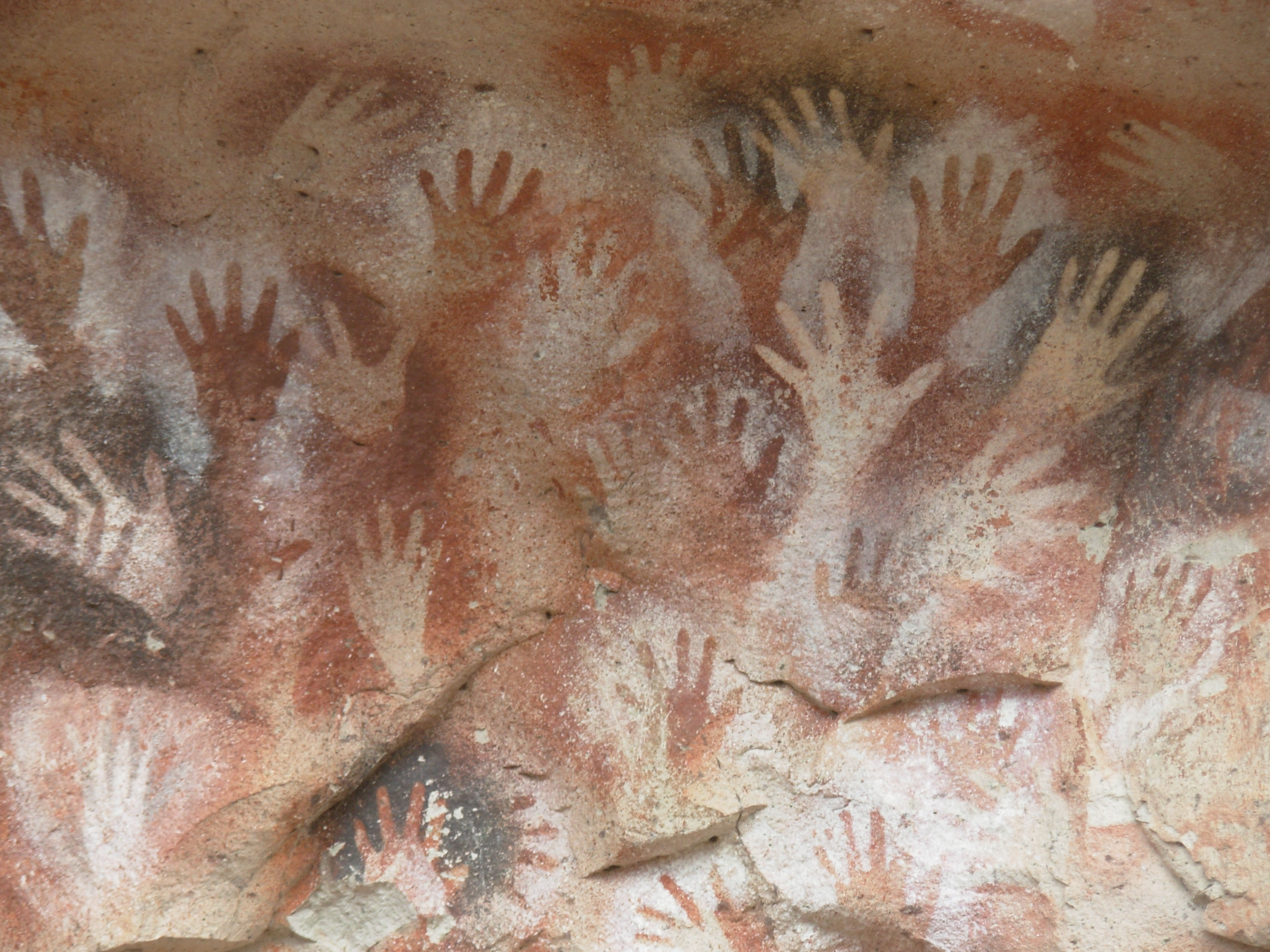
Cueva de las Manos, Santa Cruz, Argentina.

Por comunismo primitivo, comunidad primitiva o modo de producción primitivo se entiende, en la teoría marxista, como una etapa del desarrollo de la formación económica-sociales, caracterizadas por el bajo nivel de desarrollo de las fuerzas productivas, la propiedad en común de los medios de producción (la tierra y herramientas rudimentarias) y la distribución igualitaria que Marx definió como estadios de la evolución de la historia económica. Los primitivos su comunidad  da inicio del Paleolítico y persiste en la actualidad en algunos grupos tribales de cazadores-recolectores de alimentos para la comunidad.

## Características
Como consecuencia de su modo de vida, el humano primitivo no concebía la posibilidad de la propiedad privada de la tierra y de los demás medios de producción; pero lo que sí concebía era lo que Marx describió en sus Manuscritos Económico-filosóficos de 1844 como "propiedad privada general" que en el ejemplo de la comunidad de mujeres era una especie de propiedad sexual de la comunidad hacia el cuerpo de la mujer. Con el capitalismo esta se transforma en la "propiedad privada exclusiva" que en este caso se denominó "matrimonio". Tan solo algunos instrumentos y bienes les pertenecían en propiedad personal.
En el comunismo primitivo la producción estaba directamente definida por las necesidades colectivas, y entre el acto sustancial de la creación y lo creado no había ninguna mediación social y, por tanto, ninguna ruptura epistemológica.
Esta forma de vida corresponde al periodo que los pre-historiadores han denominado Paleolítico, y no fue sino con el desarrollo de la agricultura y la ganadería, realizado durante el Neolítico, que permitió una primera especialización y división social del trabajo, como describe el historiador Vere Gordon Childe con sus conceptos de Revolución neolítica (en la que las aldeas campesinas aún conservaban buena parte de la igualdad social) y la posterior Revolución urbana (cuando ya aparecen claramente las clases sociales y el poder político y religioso).
El desarrollo primitivo de las fuerzas productivas no creaba excedente alguno después de cubrir las necesidades más perentorias, por lo tanto, era imposible la acumulación de bienes. Como el desarrollo de las fuerzas productivas era insuficiente para que el trabajo excedentario de unas personas liberara a otras personas de la necesidad de trabajar, también era imposible la explotación.
Al ser una sociedad basada en el auto abastecimiento, todas sus relaciones sociales eran comunitarias, y al no ser una sociedad dividida en clases sociales no era necesario ninguna clase de Estado para su regulación.
Este modo de producción fue sustituido, dependiendo del lugar o la época, bien por el modo de producción esclavista o bien por el modo de producción feudal, ya fuera por desarrollo propio o como resultado de la conquista.
- La división del trabajo se hacía de acuerdo a la edad y al sexo, lo cual significa que los niños y las mujeres realizaban trabajos que su estado físico les permitiera.
- La teoría del matriarcado (hoy muy puesta en cuestión y matizada por la antropología moderna) consideraba que en este tipo de sociedad la autoridad del grupo la representaban las mujeres. Lo mismo ocurría con la práctica de la poliandria (múltiples compañeros sexuales para cada mujer). Actualmente se acepta la idea general de que eran comunes las sociedades matrilineales, actualmente presente en culturas como la de los iroqueses. La antropología nunca ha considerado que haya existido una sociedad matriarcal.
- Las herramientas de trabajo eran muy rudimentarias, pues estaban hechas de piedra, madera o hueso.
- Los tipos de familia que se identificaron son las siguientes:

• Con-sanguínea: Los grupos conyugales se separan por generaciones. Todos los miembros de una misma generación pueden copular entre sí, estando prohibido hacerlo con un miembro de la generación anterior (padres, tíos) o posterior (hijos, sobrinos).
• Punalúa: Aparece la prohibición de encuentros sexuales dentro de la misma generación, primero entre hermanos uterinos y luego se extiende a más grados (primos, primos segundos, ). formándose grupos de hermanas o primas que copulan con un grupo de hermanos o primos...